# Batec (organització)
|  | Per a altres significats, vegeu «Batec (desambiguació)». |

Batec (estilitzat BATEC) és un moviment català principalment juvenil de defensa dels drets socials. Concretament, advoca per contrarestar dificultats que pateixen les generacions més noves de les quals responsabilitza l'Estat espanyol, com ara l'accés a l'habitatge o a una feina digna, per a assolir un futur més pròsper a partir d'un jovent més organitzat i connectat.
La iniciativa per formar el moviment s'inicià la tardor de 2021, quan la pandèmia de COVID-19 inicià el descens de casos i es començà a recuperar "certa normalitat", coincidint amb la recuperació d'espais de socialització, l'obertura de les universitats i els ateneus". Fou llavors que crearen un grup de Signal amb joves de diferents punts del país i progressivament es van creant comissions i s'acordà el nom o es dissenyà la primera acció. Segons fonts de Batec, el moviment no té cap partit polític ni entitat darrere, però alguns dels seus integrants militen en associacions i participen en accions organitzades per exemple pels sindicats d'habitatge.
Es va fer públic el 4 de maig del 2022 mitjançant una protesta per la manca d'inversions de l'Estat en la xarxa ferroviària de Renfe a Catalunya i tot seguit va convocar-hi una vaga de pagaments a partir de l'11 de maig. Batec pretén esdevenir «un nou espai mobilitzador» i realitzar «accions per a la conquesta de drets.» Està format per persones del moviment estudiantil, del lleure educatiu i del teixit associatiu que, segons expliquen, s'han conegut per compartir espais polítics, mobilitzacions, assemblees i xerrades, o que s'han trobat en l'àmbit universitari i en caus i esplais.